# Laïs van Niel

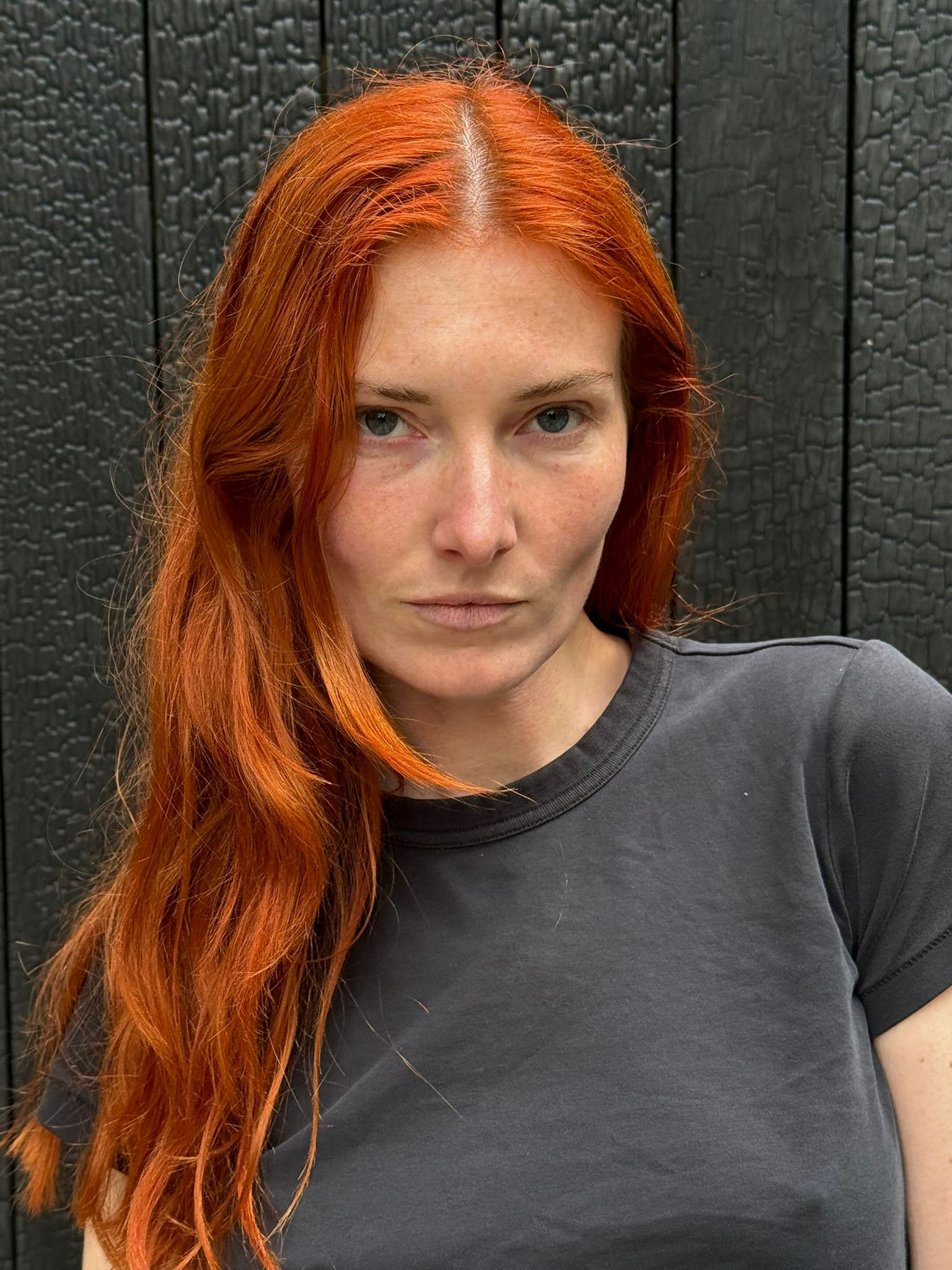
Portret van Laïs Scarlett van Niel

Laïs Scarlett van Niel (Oss, 16 juli 1994) is een Nederlands model, journalist en televisiepresentator.

## Biografie
Van Niel groeide op in Oss, waar zij haar havo-diploma behaalde aan het TBL. In 2012 verhuisde zij naar Amsterdam om journalistiek te studeren. Begin 2015 werd zij toegelaten tot de BNN University, waar zij de documentaire Van Drank naar Drugs maakte.

## Carrière

### Mode
In 2016 werd Van Niel ontdekt door modellenscout Wilma Wakker, waarna haar internationale modellencarrière van start ging. Ze opende dat jaar de show van Christopher Kane, en vestigde zich in Londen als haar thuisbasis. Voor haar modellenwerk woonde ze tevens in Parijs en Los Angeles. Ze werkte onder andere met Wilhelmina Models en is momenteel verbonden aan Let It Go Management.

### Media
Naast haar werk als model is Van Niel ook actief als journalist en presentator. Ze werkte voor BNNVARA via de BNN University en is tegenwoordig werkzaam als reporter bij RTL Boulevard, waar ze regelmatig op televisie verschijnt.

## Werk
- Model – Wilhelmina Models (2016–heden), Let It Go Management (heden)
- Reporter – RTL Boulevard (heden)
- BNN University – BNNVARA (2015)